# Бели вълци (военно подразделение)
„Белите вълци“ (на сръбски: Бели вукови) е военно подразделение на Въоръжените сили на Република Сръбска, което взима участие при войната в Босна и Херцеговина.
Пряко подчинено е на Сараевско-романийския корпус.

## История
Военното подразделение е образувано на 22 февруари 1993 г. от Сърджан Кнежевич. На 16 май 1995 г. той е ранен при битка, но продължава да го ръководи до средата на 1996 г., когато е разпуснато.
Участие взимат значителен брой доброволци от Русия и Украйна.